# Grete Ingeborg Nykkelmo
Pour les articles homonymes, voir Ingeborg.
Grete Ingeborg Nykkelmo, née le 25 décembre 1961 à Trondheim, est une fondeuse et biathlète norvégienne. En 1985, elle remporte quatre médailles aux Championnats du monde de ski nordique dont l'or sur le vingt kilomètres. En 1991, aux Championnats du monde de biathlon, elle remporte l'or sur le sprint. Elle fait partie des rares athlètes championnes du monde dans les deux sports.

## Biographie
Elle est la femme du fondeur à succès Vegard Ulvang, avec qui elle a eu une fille Nora, aussi fondeuse.
En tant que fondeuse, elle est championne du monde junior de relais en 1980 et prend part à la Coupe du monde dès la saison 1981-1982, qu'elle termine au quatorzième rang. En décembre 1984, elle monte sur son premier podium individuel à Davos, puis devient championne du monde du vingt kilomètres en 1985. Elle est médaillée de bronze sur les deux autres courses individuelles, toutes disputées en style classique que sont le cinq et le dix kilomètres. Elle prend aussi la médaille d'argent sur le relais.
Lors de la saison 1989-1990, elle commence à se tourner vers le biathlon, et obtient la médaille d'argent en relais avec Anne Elvebakk et Elin Kristiansen aux championnats du monde. En 1991, elle monte sur son premier podium individuel en Coupe du monde de biathlon à Antholz, puis devient championne du monde de sprint à Lahti, où elle est également double médaillée d'argent, en individuel derrière Petra Schaaf et en relais avec l'équipe de Norvège.
En 1992, elle dispute sa dernière compétition majeure aux Jeux olympiques d'Albertville, mais ne parvient pas à entrer une seule fois dans le top dix.

## Palmarès

### Ski de fond

#### Championnats du monde
- Mondiaux 1985 à Seefeld 
  -  Médaille d'or sur le 20 km.
  -  Médaille d'argent sur le relais 4 × 5 km.
  -  Médaille de bronze sur le 5 km.
  -  Médaille de bronze sur le 10 km.

#### Coupe du monde
- Meilleur classement général : 2e en 1985.
- 9 podiums individuels : 2 victoires, 4 deuxièmes places et 3 troisièmes places.

##### Détail des victoires individuelles
| Édition / Épreuve | 20 km classique | 20 km libre | Total |
| 1984-1985         | Seefeld         |             | 1     |
| 1986-1987         |                 | Cogne       | 1     |
| Total             | 1               | 1           | 2     |

#### Classements annuels
| Année | Classement général final |
| 1982  | 14e                      |
| 1983  | 20e                      |
| 1984  | 15e                      |
| 1985  | 2e                       |
| 1986  | 29e                      |
| 1987  | 9e                       |
| 1989  | 37e                      |
| 1991  | 33e                      |

### Biathlon

#### Jeux olympiques
| Épreuve / Édition   | Individuel | Sprint | Relais |
| ------------------- | ---------- | ------ | ------ |
| JO 1992 Albertville | 18e        | 31e    | —      |

#### Championnats du monde
| Mondiaux \ Épreuve | individuel               | Sprint               | Relais                   | Course par équipes |
| 1990 Minsk / Oslo  | —                        | 21e                  | Médaille d'argent, monde | 6e                 |
| 1991 Lahti         | Médaille d'argent, monde | Médaille d'or, monde | Médaille d'argent, monde | —                  |
| 1992 Novossibirsk  | JO Albertville           | JO Albertville       | JO Albertville           | 5e                 |

#### Coupe du monde
- Meilleur classement général : 6e en 1992[2].
- 7 podiums individuels : 2 victoires, 4 deuxièmes places et 1 troisième place.

##### Détail des victoires individuelles
| Saison / Épreuve | Individuel | Sprint                   | Total |
| 1990-1991        |            | Oslo Lahti(Ch. du monde) | 1     |
| Total            | 0          | 2                        | 2     |

## Discinction
Elle est récompensée par l'Egebergs Ærespris en 1990 pour son succès dans plusieurs sports. Elle reçoit la statuette Olaf en 1985.